# Evangelische Kirche (Niederwetz)

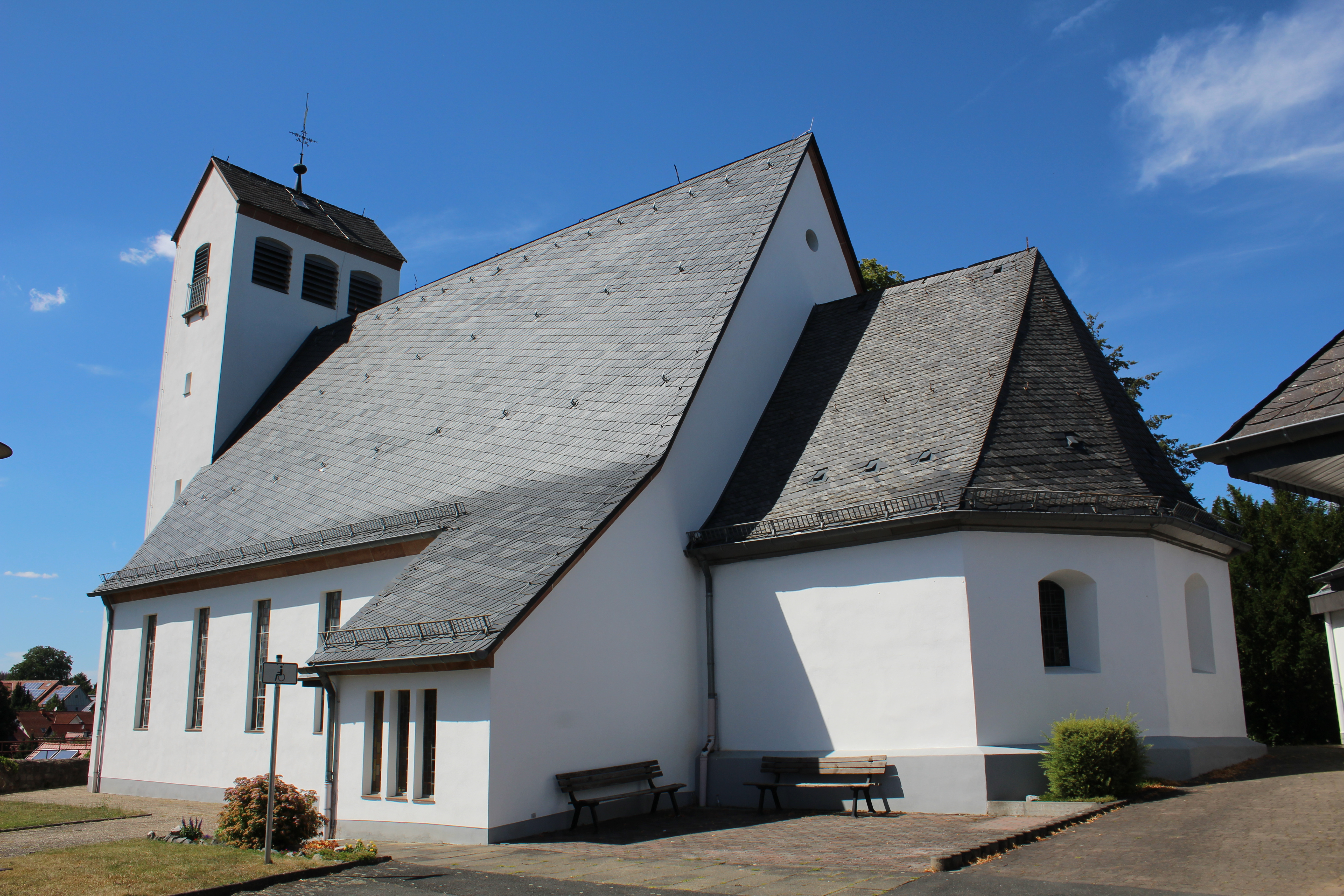
Evangelische Kirche Niederwetz

Die Evangelische Kirche in Niederwetz in der Gemeinde Schöffengrund im Lahn-Dill-Kreis ist eine Saalkirche aus dem Jahr 1954. Das Gebäude ist auf dem höchsten Punkt des Ortes errichtet und prägt das Ortsbild. Aufgrund seiner geschichtlichen und städtebaulichen Bedeutung ist es hessisches Kulturdenkmal.

## Geschichte
Die Bezeichnung „Wetiffa“ im Lorscher Codex kann sich auf Oberwetz und Niederwetz sowie den Wetzbach beziehen. Erst ab dem 13. Jahrhundert werden die beiden Wetzorte unterschieden. In den Jahren 1221 und 1226 ist im Wetzlarer Dekanatsverzeichnis eine Kirche in Niederwetz und 1352 ein Pleban nachgewiesen. Dass der Ort Filiale von Reiskirchen war, lässt sich nicht belegen und ist unwahrscheinlich. Vielmehr scheint Niederwetz, das auch Sendort war, selbstständige Pfarrei gewesen zu sein. In politischer Hinsicht war der Ort zweigeteilt: Der östliche Teil gehörte zu Nassau, der westliche zu Solms-Braunfels. Kirchlich war Niederwetz im späten Mittelalter dem Archipresbyterat Wetzlar im Archidiakonat St. Lubentius Dietkirchen in der Erzdiözese Trier zugeordnet.
Die Reformation wurde im nassauischen Teil bereits 1526 eingeführt, während die Braunfelser Seite 1556 reformiert wurde. Bis 1568 wurde Niederwetz von Oberwetz und danach von Reiskirchen geistlich versorgt.
Am 6. November 1952 zerstörte ein Blitzschlag den Dachreiter, das Dach und weitgehend die Kirchenausstattung. Nur die Grundmauern des Chors und die Orgel blieben erhalten. Der Neubau wurde im September 1954 fertiggestellt und eingeweiht.
Niederwetz und Reiskirchen, die seit langem pfarramtlich verbunden waren, fusionierten 2015 zu einer Kirchengemeinde. Die neue Kirchengemeinde ging mit der gleichzeitig entstandenen Gemeinde Vollnkirchen/Volpertshausen/Weidenhausen eine pfarramtliche Verbindung ein. Die Kirchengemeinde Niederwetz-Reiskirchen gehört zum Evangelischen Kirchenkreis an Lahn und Dill in der Evangelischen Kirche im Rheinland. Sie ist Mitglied im Netzwerk Bibel und Bekenntnis.

## Architektur

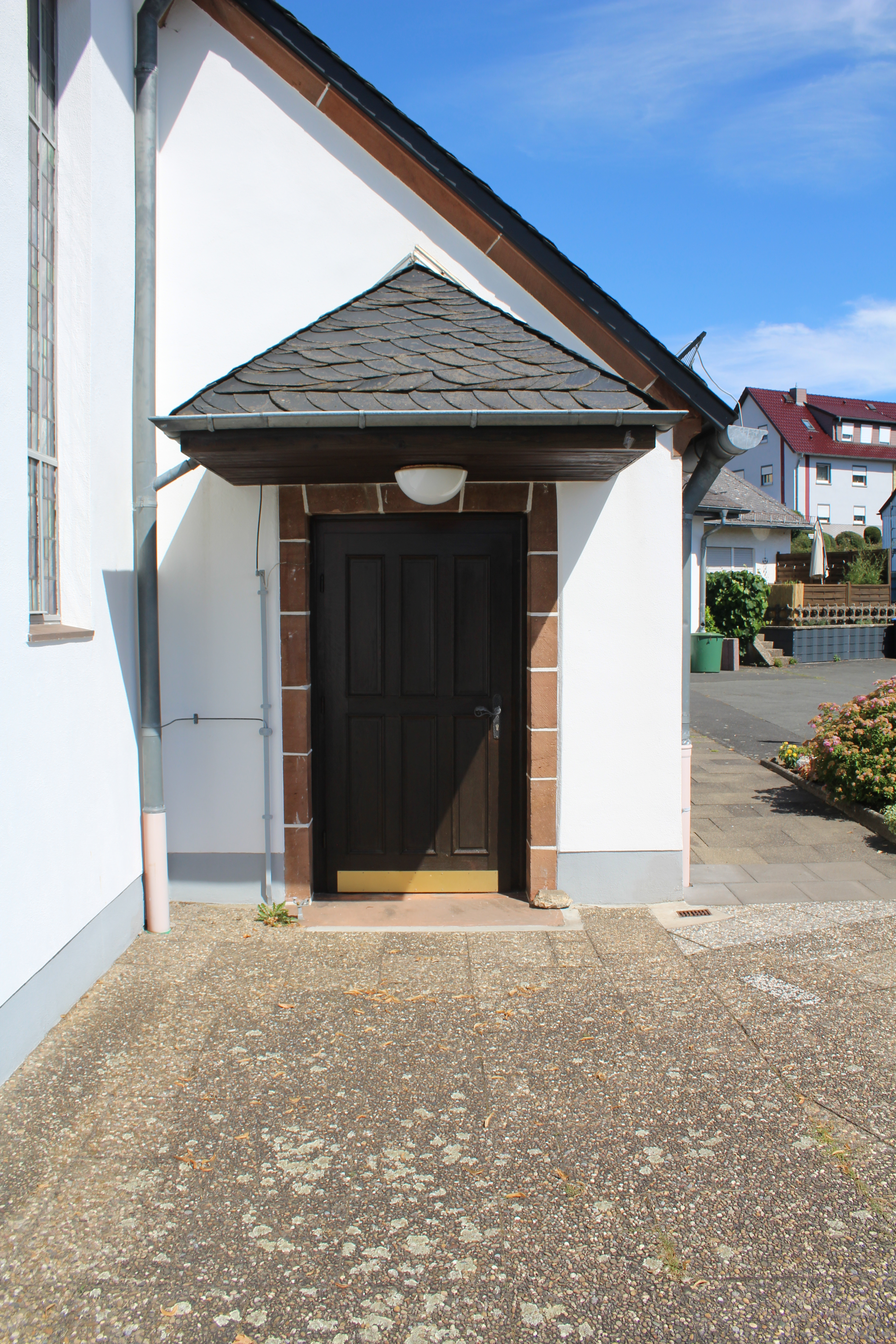
Westeingang zur Sakristei

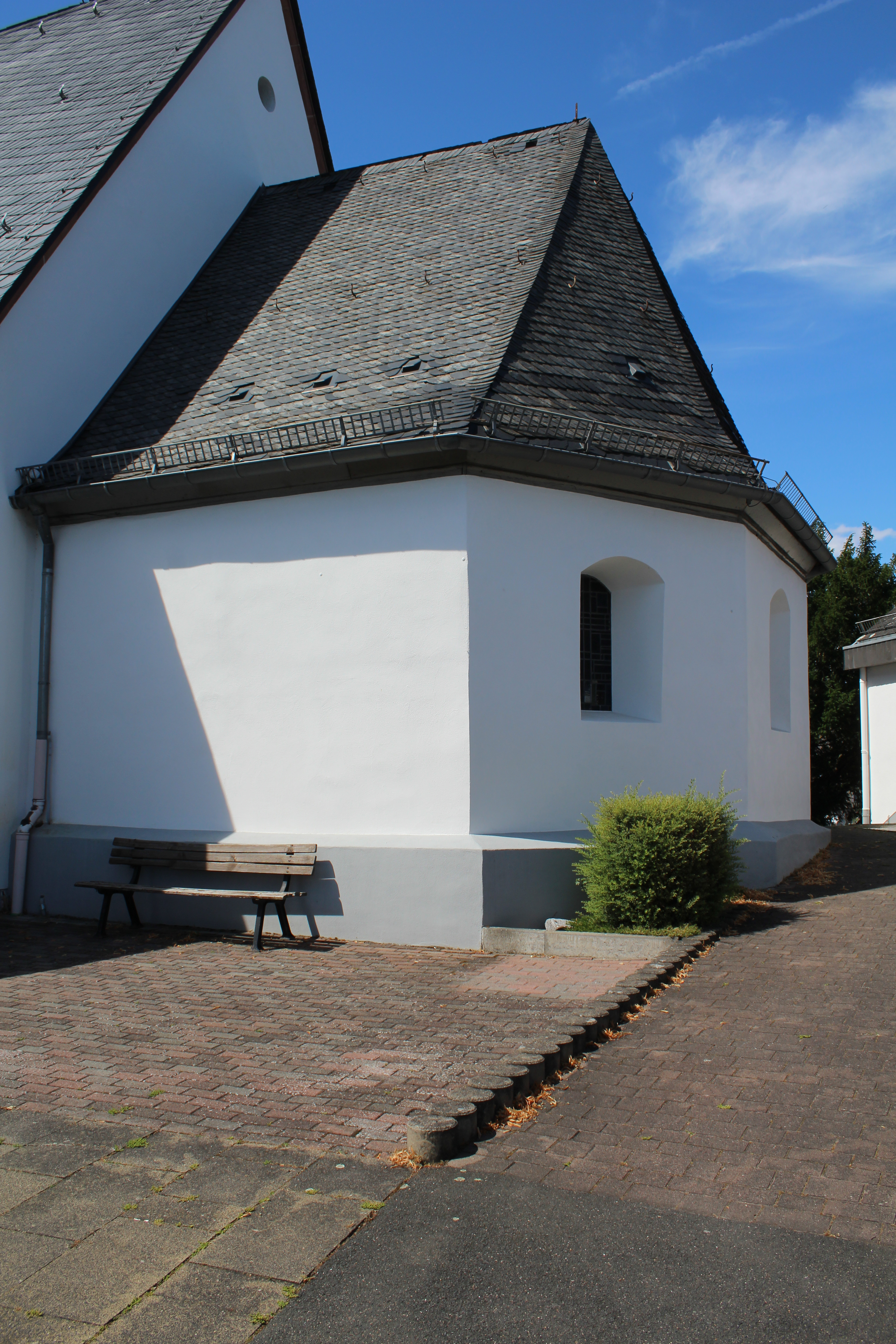
Erhaltener Chor mit dreiseitigem Schluss

Der geostete, weiß verputzte Saalbau ist im Ortszentrum prominent auf einer Anhöhe errichtet. Schiff und Westturm wurden 1954 nach Plänen von Architekt Erwin Rohrbach in größerer Form gebaut. Die alte Kirche war ein kleiner Saalbau mit vier hochrechteckigen Fenstern in der Südwand und einem achtseitigen Dachreiter, der einem verschieferten Satteldach mittig aufgesetzt war. Das neue Schiff auf rechteckigem Grundriss hat ein steiles, verschiefertes Satteldach und wird an der südlichen Langseite durch fünf und an der nördlichen Seite durch sechs schmale hohe Bleiglasfenster belichtet. Im Südosten ist eine kleine Sakristei unter einem Schleppdach vorgebaut, die im Süden drei kleine schmale Rechteckfenster hat. Sie wird im Westen durch eine Tür mit rechteckiger Rahmung aus rotem Sandstein unter einem verschieferten Vordach erschlossen.
Der etwas ungleichmäßig gebaute erhaltene Chor ist gegenüber dem Schiff niedriger und eingezogen. Der dreiseitige Schluss hat im Osten drei Stichbogenfenster mit tiefen Laibungen und ist im Süden und Norden fensterlos. Die Bleiglasfenster in Blautönen haben in der Mitte jeweils ein weißes Kreuz. Der Westturm auf querrechteckigem Grundriss ist gegenüber dem Schiff ebenfalls eingezogen. Er dient als Eingangsbereich und ermöglicht über Treppen die Zugänge zur Westempore und zum Glockengeschoss. Das Erdgeschoss hat im Norden und Süden hochrechteckige Türen mit Sandsteinrahmung unter einem Pultdach. Unterhalb der Traufe sind je drei Schallöffnungen mit Stichbogen und an den Giebelseiten je eine hohe Schallöffnung für das Geläut eingelassen. An der Westseite ist das Zifferblatt der Turmuhr angebracht. Das verschieferte Satteldach wird von einem Turmknauf mit einem verzierten Kreuz und Wetterhahn bekrönt.

## Ausstattung

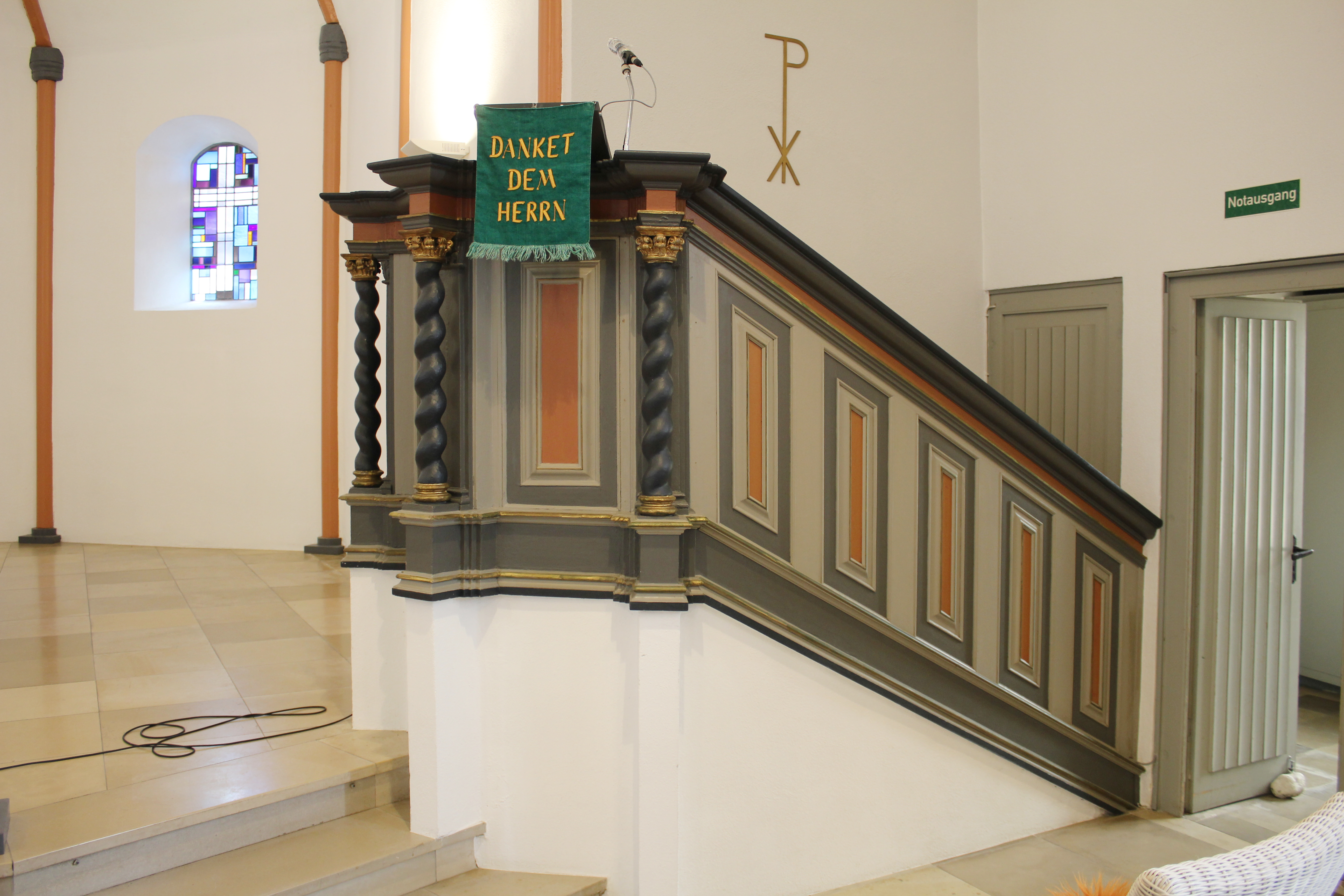
Kanzel als ältestes Inventarstück (um 1700)

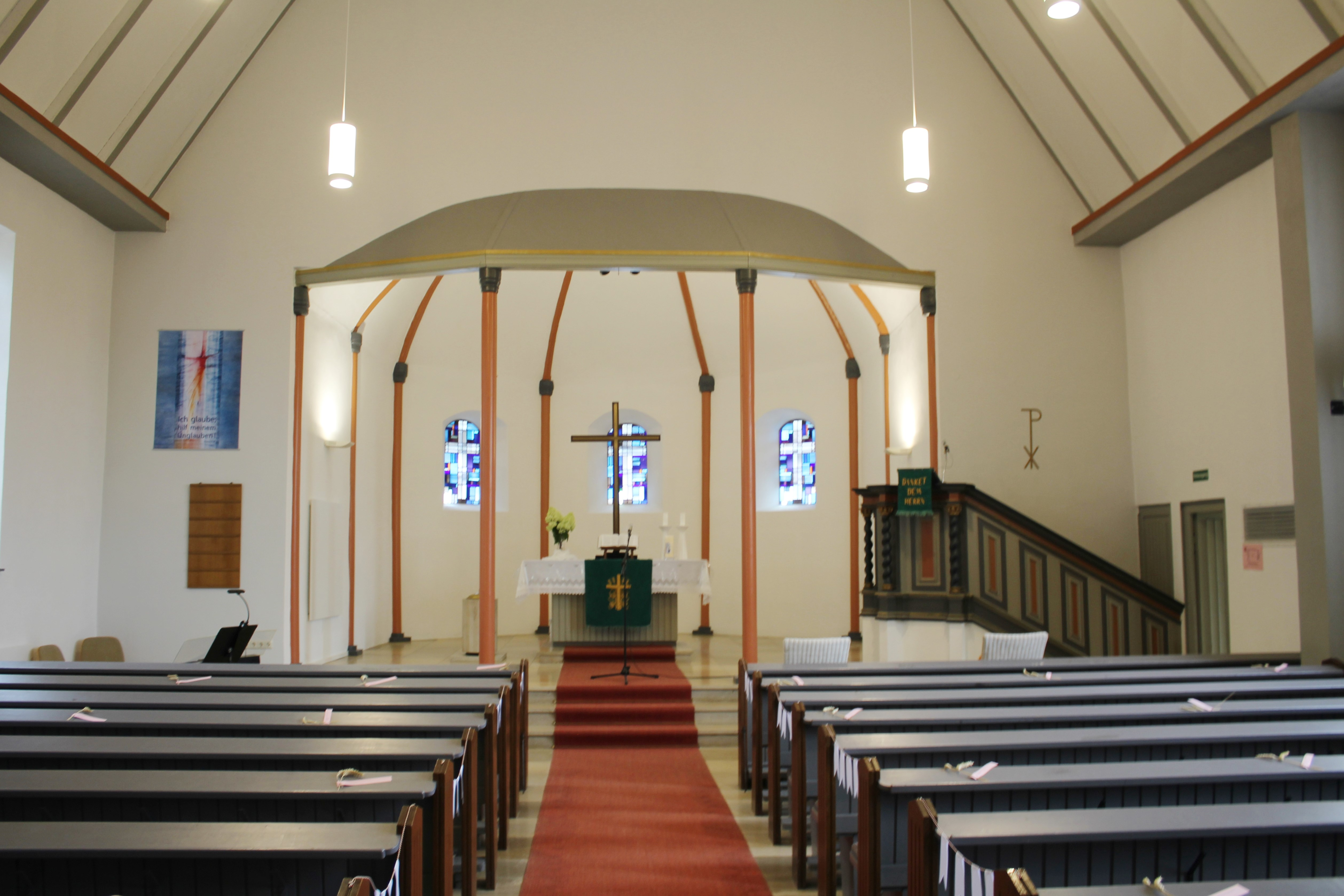
Innenraum Richtung Osten

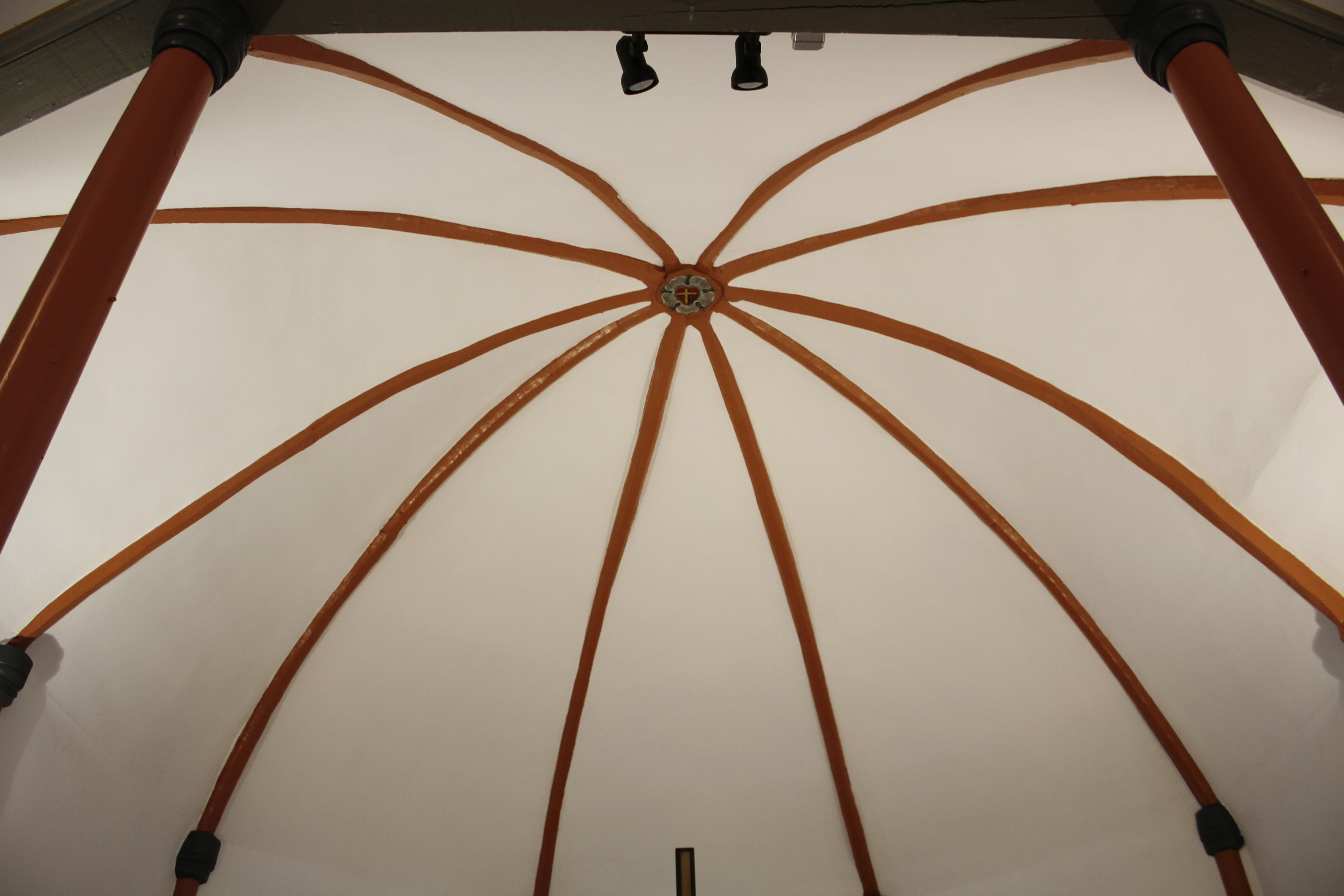
Baldachin-Decke im Chor mit Holzrippen

Die Kirchenausstattung ist zeitentsprechend schlicht. Der Innenraum des Schiffes wird von einer trapezförmigen Holzbalkendecke auf Konsolen abgeschlossen. Der Chor ist gegenüber dem Schiff um drei Stufen erhöht. Ungewöhnlich ist die Konstruktion eines zehnteiligen Rippengewölbes in Form eines Baldachins, der etwas in das Schiff hineinragt und vermutlich auf das 17. Jahrhundert zurückgeht. Die Eichenholz-Rippen laufen in einer Kuppel mit einer Lutherrose zusammen und mussten in dieser Länge und Biegung beschafft werden, da das Eichenholz nicht gebogen werden konnte. Die Rippen ruhen auf zwei eichenen Freisäulen im Chorbogen und acht eichenen Diensten, die als Halbsäulen mit Kapitellen gestaltet sind.
Ältestes Ausstattungsstück ist die hölzerne polygonale Kanzel, die um 1700 gefertigt wurde. Der Kanzelkorb wird durch gedrehte Freisäulen mit vergoldeten Kapitellen zwischen zwei auskragenden Kranzgesimsen gegliedert. Die Kanzelfelder haben hochrechteckige profilierte Füllungen. Der Kanzelaufgang, der über die Sakristei zugänglich ist, hat eine Brüstung mit rhombenförmigen Füllungen. Der Blockaltar, der um eine Stufe erhöht ist, hat eine überstehende Eichenplatte, ist unten ganz mit Holz verkleidet und trägt ein schlichtes Altarkreuz. Das zylindrische Taufbecken ist aus hellem Stein gefertigt. Die Brüstung der Westempore ist mit Holz verkleidet. Die tiefe Empore ruht auf zwei Säulen und dient als Aufstellungsort für die Orgel. Unterhalb der Empore kann durch eine flexible Trennwand ein separater Vorraum gebildet werden. Das hölzerne Kirchengestühl lässt einen Mittelgang frei.

## Orgel

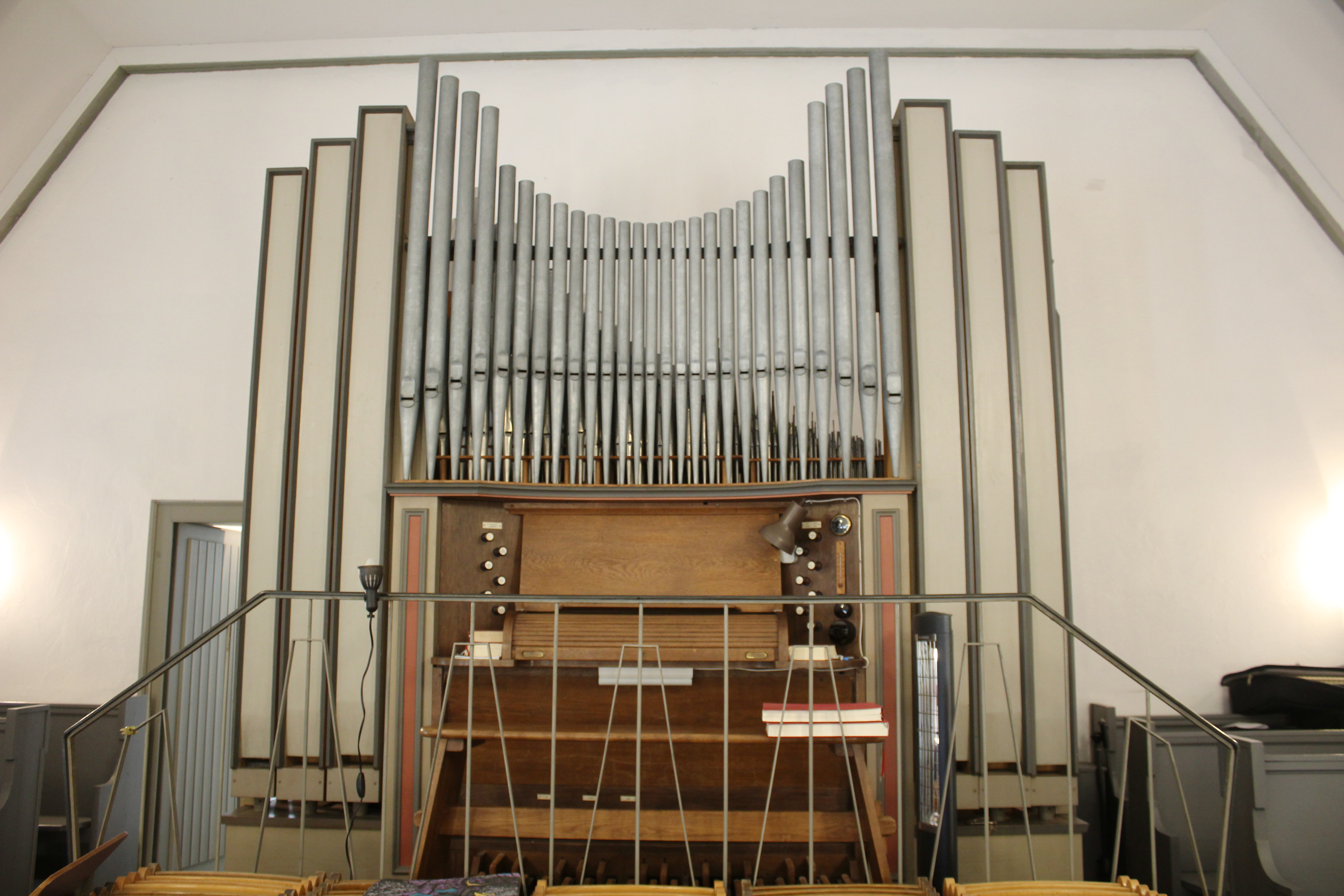
Walcker-Orgel von 1952

Eine Orgel baute Dreuth aus Griedel um 1750. Abicht spricht im Jahr 1836 von einer „mittelmässigen Orgel“. Das Werk war zu Beginn der 1950er Jahre kaum noch spielbar. Ein Orgelsachverständiger hielt die Orgel für wertlos und eine Reparatur für zu kostspielig. Er riet zu einem Neubau und empfahl die Firma Walcker, die 1000 DM für das alte Pfeifenwerk erhielt und 1952 eine neue Orgel mit elf Registern auf zwei Manualen und Pedal lieferte. Das Instrument überstand den Blitzschlag im November 1952.
Der barocke Prospekt von Dreuth gelangte auf Umwegen in die Evangelische Kirche Albshausen, wo für einen Neubau die alten Windladen wiederverwendet wurden. 1972 erweiterte Orgelbau Hardt das Instrument in Niederwetz um den Dulcian 8′ und den Tremulanten und ersetzte im Pedal Gedacktpommer 4′ durch den Oktavbass 8′. Die Disposition umfasst seitdem zwölf Register und lautet wie folgt:
| I Hauptwerk C–g3 |       |
| Gedackt          | 8′    |
| Prinzipal        | 4′    |
| Nachthorn        | 2′    |
| Mixtur IV        | 1 ⁄3′ |
| Dulzian          | 8′    |

| II Hinterwerk C–g3 |                |
| Spitzgedackt       | 8′             |
| Rohrflöte          | 4′             |
| Oktave             | 2′             |
| Sifflöte           | 1′             |
| Sesquialter II     | 2 ⁄3′ + 1 3⁄5′ |
| Tremulant          |                |

| Pedal C–f1 |     |
| Subbass    | 16′ |
| Oktavbass  | 8′  |

- Koppeln: II/I, I/P, II/P

## Geläut
Der Kirchturm beherbergt ein Vierergeläut aus Glockenbronze. Die schlanke Zuckerhutglocke wurde im frühen 13. Jahrhundert und die gotische Glocke 1479 von unbekannten Meistern gegossen. Für die neue Kirche schaffte die Gemeinde 1954 zwei neue Rincker-Glocken an.
| Nr. | Name               | Gussjahr | Gießer        | Masse (kg) | Durchmesser (mm) | Höhe (mm) | Schlagton (HT-1⁄16) | Inschrift                                                                     | Bild |
| --- | ------------------ | -------- | ------------- | ---------- | ---------------- | --------- | ------------------- | ----------------------------------------------------------------------------- | ---- |
| 1   | Maria-Margareta    | 1479     | unbezeichnet  | 350        | 844              | 659       | b1-7                | ave * maria * santmargreta * anno * dni * m° * cccc° * lxxix * amen ***       |      |
| 2   | Christusglocke     | 1954     | Gebr. Rincker | 250        | 766              | 590       | c2-6                | ER IST UNSER FRIEDE † † † † † ZUM GEDÄCHTNIS DER TOTEN BEIDER WELTKRIEGE      |      |
| 3   |                    | 1954     | Gebr. Rincker | 200        | 693              | 492       | es2-6               | GOTT ZUR EHRE † † † † † GESTIFTET VON DER SPAR- UND DARLEHENSKASSE NIEDERWETZ |      |
| 4   | Evangelistenglocke | 13. Jhd. | unbezeichnet  | 150        | 567              | 485       | g2+5                | SENNAhoI SACVL SVCRAM CVEhTAM (Evangelisten spiegelverkehrt)                  |      |